# 막스 벤제
막스 벤제(독일어: Max Bense, 1910년 2월 7일 ~ 1990년 4월 29일)는 독일의 철학자, 수학자, 작가, 기호학자이다. 그는 과학철학, 미학, 언어철학, 정보이론, 기호학 분야를 횡단하는 독창적 사유로 잘 알려져 있으며, 예술과 과학의 융합을 시도한 정보미학(Informationsästhetik)의 창시자로 평가받는다. 철학, 수학, 물리학, 언어학을 아우르는 학제 간 연구를 통해 그는 "실존적 합리주의"라는 개념을 제시하며, 인간의 존재와 기술 문명의 상호작용을 분석하였다. 또한 그는 예술작품을 정보의 흐름으로 간주하고, 미적 경험을 수학적·통계적 체계로 분석하려는 시도로서 현대 디지털 미학과 컴퓨터 예술의 이론적 토대를 마련하였다. 슈투트가르트 학파의 중심 인물로서, 구체시(Concrete Poetry) 운동과 신매체 예술의 발전에도 지대한 영향을 끼쳤다.